# Anka Bakova
Anka Bakova, född den 22 februari 1957 i Perusjtitsa i Bulgarien, är en bulgarisk roddare.
Hon tog OS-brons i scullerfyra i samband med de olympiska roddtävlingarna 1980 i Moskva.